# Fabian Burke
Fabian Burke (* 5. Mai 1978 in Kitchener, Ontario) ist ein ehemaliger American-Football- und Canadian-Football-Spieler. Er spielte vier Saisons auf der Position des Cornerbacks in der Canadian Football League (CFL).

## Karriere
Nachdem Burke College Football an der University of Toledo gespielt hatte, wurde er im CFL Draft 2001 als 13. Spieler von den Edmonton Eskimos ausgewählt. 2003 spielte er erstmals in allen 18 Spielen und gewann im selben Jahr mit den Eskimos den Grey Cup. Im Februar 2004 wurde sein Vertrag bei sen Eskimos verlängert. Im August 2004 wurde er entlassen. Er verbrachte die restluche Saison bei den BC Lions. Während der Offseason der Saison 2005 verpflichteten ihn die Ottawa Renegades. Am 18. Juni 2005 wurde er von den Renegades entlassen.